# L'Ange déchu (Cabanel)
Thiên thần sa ngã (tiếng Pháp: L'Ange déchu; tiếng Anh: The Fallen Angel) là một bức tranh của họa sĩ người Pháp Alexandre Cabanel. Nó được vẽ vào năm 1847, khi họa sĩ 24 tuổi. Bức tranh mô tả hình ảnh của một Ác quỷ sau khi từ trên trời rơi xuống. Bức tranh hiện được trưng bày tại Musée Fabre ở Montpellier.